# EML Amiral Pitka (A230)
EML Admiral Pitka (A230) était un navire de patrouille océanique de classe Beskytteren et ancien navire amiral de la marine estonienne. Il portait le nom de l'amiral estonien Johan Pitka.

## Historique

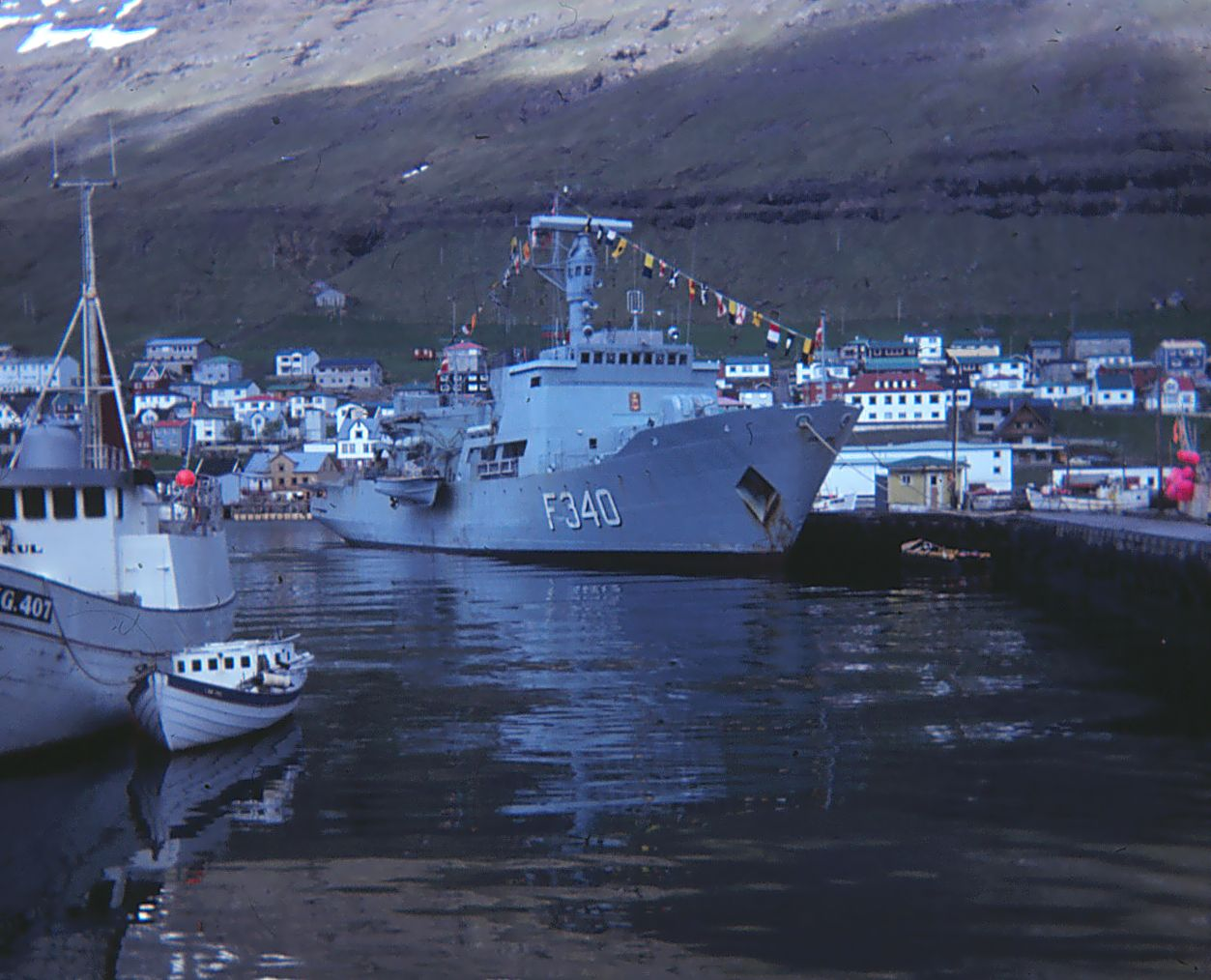
Beskytteren à Klaksvík en mai 1979

Construit sous le nom de HDMS Beskytteren (F340), le navire est une version améliorée du navire de patrouille de classe Hvidbjørnen. Il est lancé le 29 mai 1975 et entre en service un an plus tard, le 27 février 1976.
La marine danoise met hors service le Beskytteren en 2000 et fait don du navire à la marine estonienne. Le drapeau estonien est hissé sur le bâtiment à l'occasion de l'anniversaire de la marine estonienne, le 21 novembre 2000. Le navire de 75 mètres est à l'époque le plus grand navire de la marine. L'EML Admiral Pitka sert à plusieurs reprises comme navire de commandement au sein de l'escadron conjoint de lutte contre les mines de la Baltique, BALTRON, et du groupe de lutte contre les mines de l'OTAN.
L'Amiral Pitka, est mis à la retraite le jeudi 13 juin 2013 et le titre symbolique de vaisseau amiral est transmis au chasseur de mines EML Amiral Cowan (M313). Le chef d'état-major de la marine Sten Sepper remet les drapeaux et les symboles du navire à l'école navale qui dispose désormais d'une salle de classe nommée en l'honneur de l'amiral Pitka.
Le navire doit être restitué au Danemark, mais les Danois refusent son retour et le navire est démoli en 2014.